# Settijärvi
Settijärvi är en sjö i Finland. Den ligger i kommunen Haapajärvi i landskapet Norra Österbotten, i den centrala delen av landet, 400 km norr om huvudstaden Helsingfors. Settijärvi ligger 113,3 meter över havet. Arean är 4,08 kvadratkilometer och strandlinjen är 7,41 kilometer lång. Sjön  ingår i Kalajoki älvs huvudavrinningsområde.   I omgivningarna runt Settijärvi växer i huvudsak blandskog.